# خرشکن
خرشکن یک روستا در ایران است که در شهرستان سیرجان واقع شده‌است.